# Soldat (grad militar)
Soldatul este acel membru al forțelor armate, înrolat deja la modul efectiv, care ocupă treapta cea mai de jos a scării ierarhice (în afară de recrut⁠(d), care nu este un soldat, la modul efectiv, ci un soldat în pregătire)
Soldatul nu are pe nimeni în subordinea lui.
Este elementul de bază al armatelor, de buna lui pregătire depinzând, în cea mai mare parte, eficiența forțelor armate. Șeful său ierarhic imediat este caporalul⁠(d). Ambii, caporal și soldat, sunt parte integrantă a ceea ce, în limbajul militar, se denumește trupă⁠(d).
În Marină, exceptând cazul corpului de Infanterie Marină, în loc de a fi soldați, sunt marinari.
În țările care fac parte din NATO, gradului de soldat îi corespunde codul OR-1 în conformitate cu standardul STANAG 2116 care standardizează gradele personalului militar⁠(d).